# Луч-5Б
«Луч-5Б» — российский телекоммуникационный спутник-ретранслятор (СР), созданный ОАО «Информационные спутниковые системы» имени академика М.Ф. Решетнёва» по государственному контракту с Федеральным Космическим Агентством России на основе легкой платформы Экспресс-1000 . «Луч-5Б» стал вторым в серии из четырёх спутников, являющихся частью многофункциональной космической системы ретрансляции (МКСР) «Луч», наряду с «Луч-5А», «Луч-5В» и экспериментальным «Енисей-А1» (ранее «Луч-4»).

## Назначение
Как и аналогичный СР «Луч-5А», «Луч-5Б» предназначен для работы с низколетящими спутниками с высотой орбит до 2000 км над поверхностью Земли, такими как пилотируемые космические комплексы, космические корабли, а также ракеты-носители, разгонные блоки и др. КА «Луч» должен принимать от них информацию (как телеметрическую, так и целевую) на участках полета, находящихся вне зон видимости с территории России, и ретранслировать её в режиме реального времени на российские земные станции. В то же время, обеспечивается возможность передачи команд управления на эти КА.
«Луч-5Б» может с высокой точностью ориентировать свои антенны на низколетящие объекты ракетно-космической техники, захватывать и сопровождать их по трассе полета. Для этого, КА имеет две большие антенны с узкими диаграммами направленности (одна Ku-диапазона, другая — S-диапазона), каждая из которых может независимо сопровождать свой объект.

## Платформа
Как и КА «Луч-5А», КА «Луч-5Б» построен на спутниковой платформе Экспресс-1000К, которая является самой лёгкой из всех платформ Экспресс. Одной из особенностей платформы является комбинированная система терморегулирования, где применяется полностью резервированный жидкостный контур. Оборудование платформы размещено на сотопанелях (с внутренним строением пчелиных сот), которые в свою очередь крепятся на изогридную («вафельную») центральную трубу. На спутнике применяются солнечные батареи производства ОАО «Сатурн» (г. Краснодар) на основе трёхкаскадных арсенид-галлиевых фотопреобразователей и стационарные плазменные двигатели СПД-100 производства ОКБ «Факел» (г. Калининград) для осуществления коррекции по долготе.
По сравнению с КА «Луч-5А», конструкция модуля служебных систем КА «Луч-5Б» усилена сетчатым углепластиковым каркасом, придающим ей большую прочность, так как при запуске под головным обтекателем РН «Протон-М» на нём размещался «попутный» спутник «Ямал-300К».

## Полезная нагрузка
В основном, целевая аппаратура, устанавливаемая на «Луч-5Б», аналогична спутнику «Луч-5А». Полезная нагрузка КА «Луч-5Б» обладает следующими характеристиками:
- 6 транспондеров S- и Ku-диапазонов. ЭИИМ стволов: 23-59.6 дБВт, G/T (добротность стволов): 16.5-25.1 дБ/К[6];
- Две 4-метровые трансформируемые антенны с узкими диаграммами направленности: одна из антенн работает в Ku-диапазоне частот, другая — в S-диапазоне. Пропускная способность каналов: Ku-диапазона 150 Мбит/с, S-диапазона — до 5 Мбит/с. Спицы антенн изготовлены из композиционных материалов, а радиоткань из позолоченной микропроволоки;
- Лазерно-радиотехнический канал связи;
- Специальные ретрансляторы российской системы дифференциальной коррекции и мониторинга (СДКМ). Через эти ретрансляторы с комплексов закладки и контроля СДКМ передается корректирующая информация и данные о целостности радионавигационных полей ГЛОНАСС и GPS, что позволяет увеличить точность навигационных определений до уровня менее 1 м на территории России.

## Подрядчики
КА «Луч-5Б» изготовлен на основе широкой кооперации между различными российскими и иностранными производителями:
- ОАО «Информационные спутниковые системы» имени академика М.Ф. Решетнёва» нёс ответственность за создание модуля служебных систем, а также за интеграцию, сборку, регулировку, настройку и выходные характеристики модуля целевой аппаратуры этого спутника. Кроме того, ОАО ИСС изготовил большое количество составных элементов модуля целевой аппаратуры: конструкцию, систему терморегулирования, механические системы, антенно-фидерную систему, включая все антенно-фидерные тракты и СВЧ элементы, а также систему наведения антенн. Для этого привлекались ФГУП «НИИ Радио» (г. Москва), ФГУП "НПП «Радиосвязь» (г. Красноярск), ФГУП «НИИ ПП» (г. Москва).
- Французское подразделение компании Thales Alenia Space поставило блоки усилителей мощности и другие составные части бортового ретранслятора.
- Японская фирма Sumitomo/Nec изготовила малошумящие усилители, передатчики аппаратуры «Маяк»[4].

## Запуск спутника
Запуск спутника был произведён 2 ноября 2012 года с космодрома Байконур с помощью РН «Протон-М» в паре со спутником «Ямал-300К». Это был девятый космический запуск с начала 2012 года с использованием российской ракеты-носителя «Протон».
Пуск прошел в штатном режиме. В соответствии с программой выведения орбитальный блок отделился от третьей ступени ракеты-носителя в 1:13 МСК и продолжил автономный полет. Дальнейшее выведение космических аппаратов на целевую орбиту было выполнено за счет четырех включений маршевого двигателя разгонного блока «Бриз-М». Отделение космического аппарата «Ямал-300K» от разгонного блока произошло 3 ноября в 10:18, а «Луч-5Б» в 10:33 МСК. Раскрытие солнечных батарей спутника-ретранслятора «Луч-5Б» для обеспечения энергопитания и функционирования бортового оборудования космического аппарата, а также его антенн было произведено в расчетное время.
По данным слежения из NORAD / JSpOC, спутник Луч-5Б находится на своей геостационарной позиции примерно с 13 декабря 2012 года. Транспондеры спутника Луч-5Б будут транслировать корректирующие GNSS-сигналы на стандартной GPS-частоте L1 с использованием кодов C/A PRN125.

## История
- Декабрь 2002 г. На рассмотрение Научно-технического совета Росавиакосмоса представлен проект космического комплекса «Луч-М» многофункциональной космической системы ретрансляции (МКСР) «Луч» с геостационарными аппаратами «Луч-5А», «Луч-5Б» и «Луч-4»[6];
- Март 2012 г. Завершение интеграции модуля служебных систем с модулем целевой аппаратуры КА «Луч-5Б»[8];
- 2 ноября 2012 г. 21:04:00 UTC — запуск[12].
- В декабре 2015 система МСКР с КА серии «Луч» принята в опытную эксплуатацию[13]. Управление КА осуществляется из ЦУП ЦНИИМаш.